# Richebourg (Yvelines)
Pour les articles homonymes, voir Richebourg.
Richebourg est une commune française située dans le département des Yvelines en région Île-de-France.

## Géographie

### Situation
Richebourg est une commune francaise d' Île-de-France, à l'ouest des Yvelines et située à 20 km au sud de Mantes-la-Jolie et 35 km à l'ouest de Versailles.
Constituant un territoire de 1,05 hectares, c'est une commune essentiellement rurale faisant partie de la région naturelle et agricole du Drouais, sans relief marqué, en légère pente vers le sud, à environ 140 mètres d'altitude.

### Hydrographie

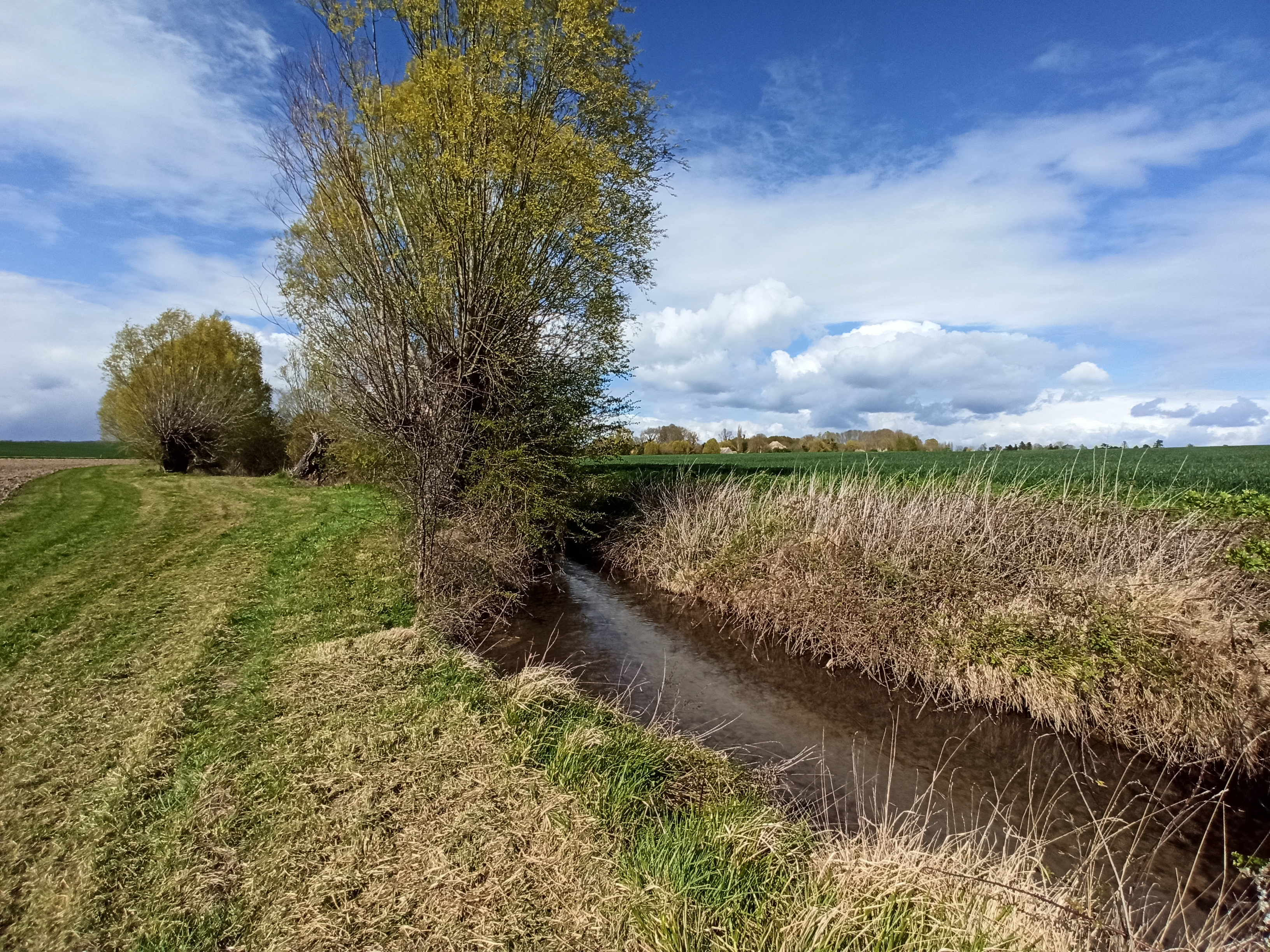
Le Sausseron, ruisseau de Richebourg.

Un ruisseau, le Sausseron, affluent de la Vesgre, prend naissance au sud du bourg.
L'aqueduc de l'Avre traverse la commune selon une orientation sud-ouest - nord-est en passant tout près du centre du village.

### Communes limitrophes

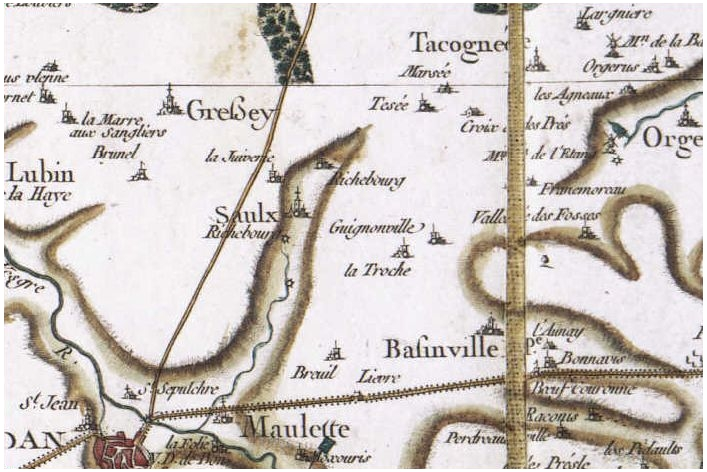
Richebourg et ses environs courant XVIIIe siècle (carte Cassini).

| Civry-la-Forêt | Orvilliers | Prunay-le-Temple |
| Gressey        | Richebourg | Tacoignières     |
| Houdan         | Maulette   | Bazainville      |

### Transports et voies de communications

#### Réseau routier
La commune est desservie principalement par la route départementale 983 qui relie Gisors et Mantes-la-Jolie à Houdan et Nogent-le-Roi. La départementale est déviée en 2015

#### Desserte ferroviaire

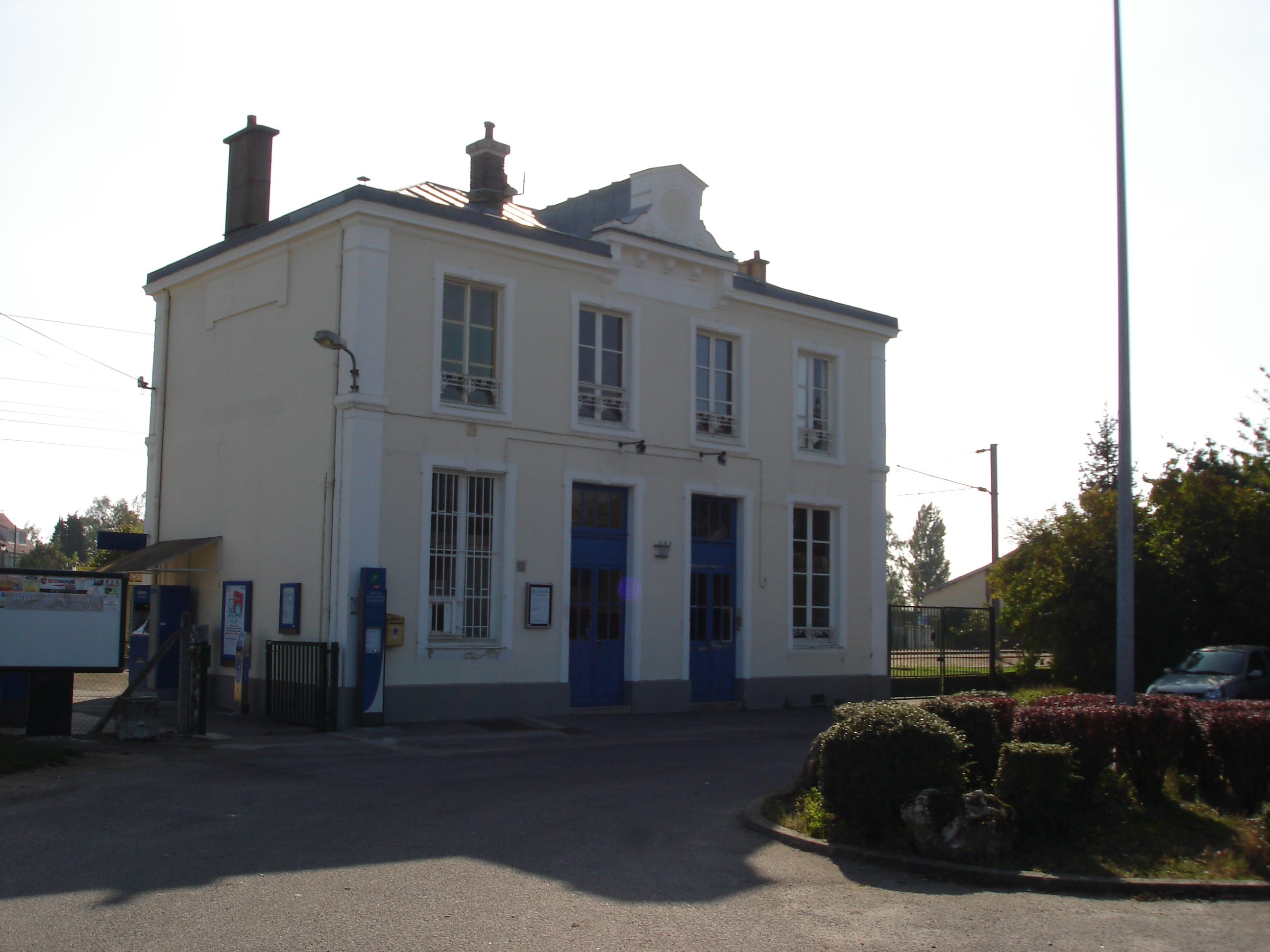
La gare de Tacoignières - Richebourg.

La ligne de Saint-Cyr à Surdon passe par le territoire communal. La gare ferroviaire la plus proche est la gare de Tacoignières - Richebourg qui se trouve a 2,5 km du bourg sur la commune de Tacoignières.

#### Bus
La commune est desservie par les lignes 38, 48, Express 60 et Express 67 du réseau de bus Centre et Sud Yvelines.

#### Sentier de randonnée
La commune est traversée par un sentier de grande randonnée, le GR 22.

### Climat
Pour des articles plus généraux, voir Climat de l'Île-de-France et Climat des Yvelines.
En 2010, le climat de la commune est de type climat océanique dégradé des plaines du Centre et du Nord, selon une étude du CNRS s'appuyant sur une série de données couvrant la période 1971-2000. En 2020, Météo-France publie une typologie des climats de la France métropolitaine dans laquelle la commune est exposée à un climat océanique et est dans la région climatique Sud-ouest du bassin Parisien, caractérisée par une faible pluviométrie, notamment au printemps (120 à 150 mm) et un hiver froid (3,5 °C).
Pour la période 1971-2000, la température annuelle moyenne est de 10,6 °C, avec une amplitude thermique annuelle de 14,1 °C. Le cumul annuel moyen de précipitations est de 680 mm, avec 10,8 jours de précipitations en janvier et 8,2 jours en juillet. Pour la période 1991-2020, la température moyenne annuelle observée sur la station météorologique la plus proche, située sur la commune de Bû à 11 km à vol d'oiseau, est de 11,4 °C et le cumul annuel moyen de précipitations est de 633,2 mm,. Pour l'avenir, les paramètres climatiques de la commune estimés pour 2050 selon différents scénarios d'émission de gaz à effet de serre sont consultables sur un site dédié publié par Météo-France en novembre 2022.

## Urbanisme

### Typologie
Au 1er janvier 2024, Richebourg est catégorisée bourg rural, selon la nouvelle grille communale de densité à sept niveaux définie par l'Insee en 2022.
Elle est située hors unité urbaine. Par ailleurs la commune fait partie de l'aire d'attraction de Paris, dont elle est une commune de la couronne,. Cette aire regroupe 1 929 communes,.

### Occupation des solssimplifiée
Le territoire de la commune se compose en 2017 de 87,19 % d'espaces agricoles, forestiers et naturels, 3,54 % d'espaces ouverts artificialisés et 9,27 % d'espaces construits artificialisés.
Le territoire est surtout consacré à l'agriculture (grande culture céréalière), environ 10 % de sa surface est boisée (bois de Richebourg) vers le nord-ouest. L'habitat, individuel, est groupé au centre de la commune dans le bourg principal et le hameau de Saulx-Richebourg.

### Hameaux de la commune
Les habitations isolées (écarts) sont peu nombreux, quatre hameaux sont présents dans la commune :
- le Four à Chaux ;
- l’ancien moulin de Renonville ;
- le Moulin ;
- la Troche.

## Toponymie
Le nom de la localité est attesté sous les formes Durocassio sur une pièce de monnaie celte à la fin de l'âge du fer, Ricmari villa au XIe siècle, Richeri villa[Quand ?], Richeborch[Quand ?].
Du vieux-francique *riki (« puissant »). Le sens de « puissant » est encore en usage dans les premiers textes français; celui de « qui possède des biens » ne semble assuré que vers 1265. Avec  le sens de « bourg riche »,. Richebourg peut-être, aussi, issu du nom de personne germanique féminin Rice, (Ricburgis).
L'adjectif "riche" se retrouve également dans des toponymes tels que  Richeville (Eure) ou Richemont (Seine-Maritime).

## Histoire
- Site habité dès l'époque préhistorique. Un enclos a été repéré par prospection aérienne dans des champs cultivés.
- Une villa gallo-romaine y a également été découverte, au lieu-dit de la Pièce du Fient. Elle a fait l'objet de plusieurs sondages  menés par le club d'histoire et d'archéologie de Richebourg (1987-1993) puis d'une campagne de fouille pluri-annuelle menée par le service archéologique des Yvelines (1994-1998).
- La seigneurie est la propriété des seigneurs de Richebourg, vassaux des comtes de Montfort-L'Amaury, depuis 1100 jusqu'en 1468, puis passe dans les mains de diverses familles nobles : Sabrevois jusqu'en 1635, Beaulieu, Cossé-Brissac jusqu'en 1831.

La commune s'appelait Saulx-et-Richebourg jusqu'en 1800. Deux voies antiques (romaines ?) traversent son territoire.

### Monuments commémoratifs
Trois monuments commémoratifs ont été mis en place dans la commune. Le premier a été érigé en mémoire des combattants de la Première Guerre mondiale (1914-1918) le long de la route de Mantes, au cœur du village. Deux plaques ont également été mises en place à côté de la salle polyvalente Édith-Piaf en mémoire des combattants d'Afrique du Nord durant la guerre d'Algérie entre 1954 et 1962 et en mémoire des combattants de la (première) guerre d'Indochine entre 1946 et 1954. Ces deux monuments ont été déplacés dans l'enceinte du monument aux morts en 2010.

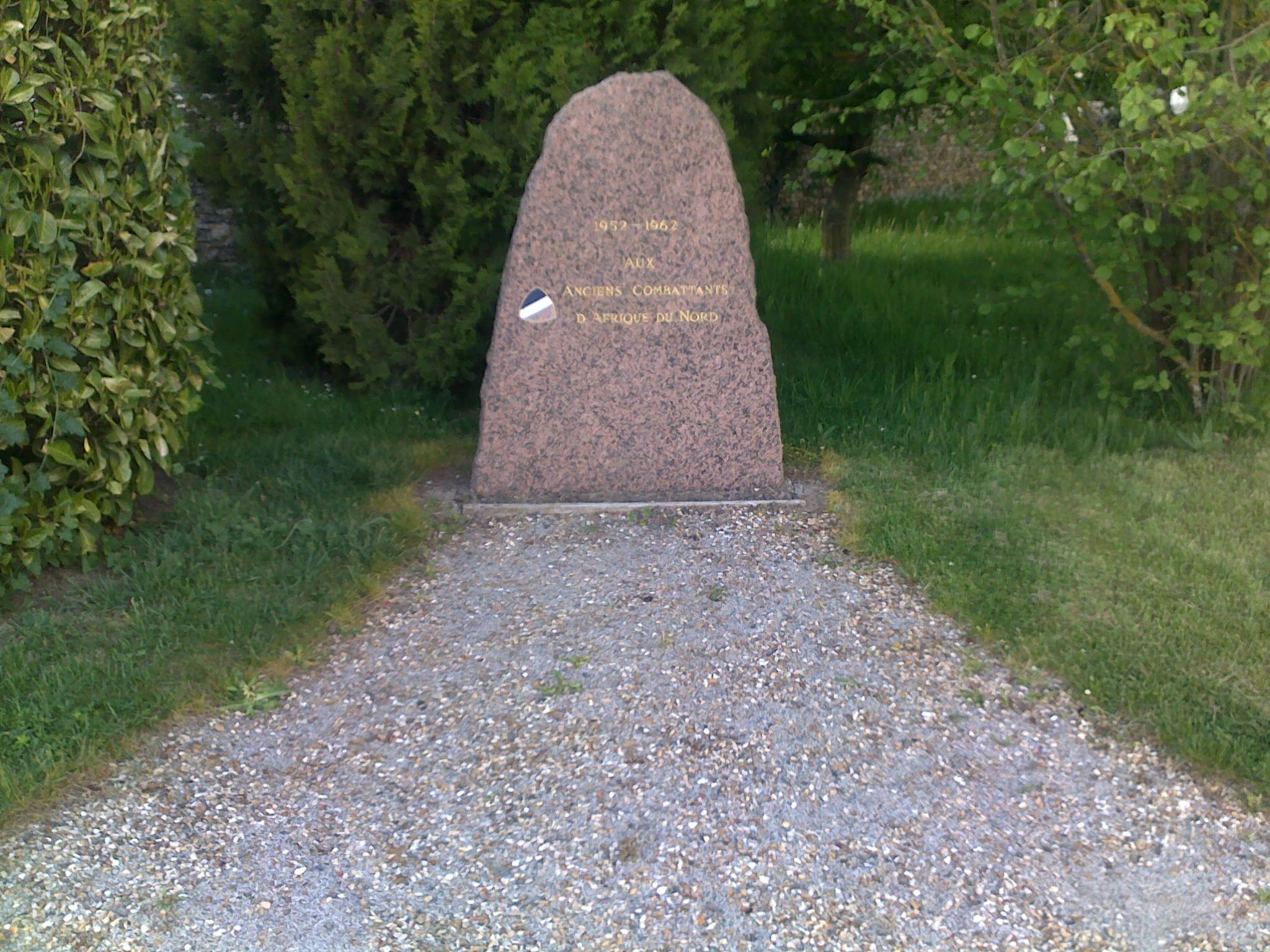
Plaque commémorative de la guerre d'Algérie.
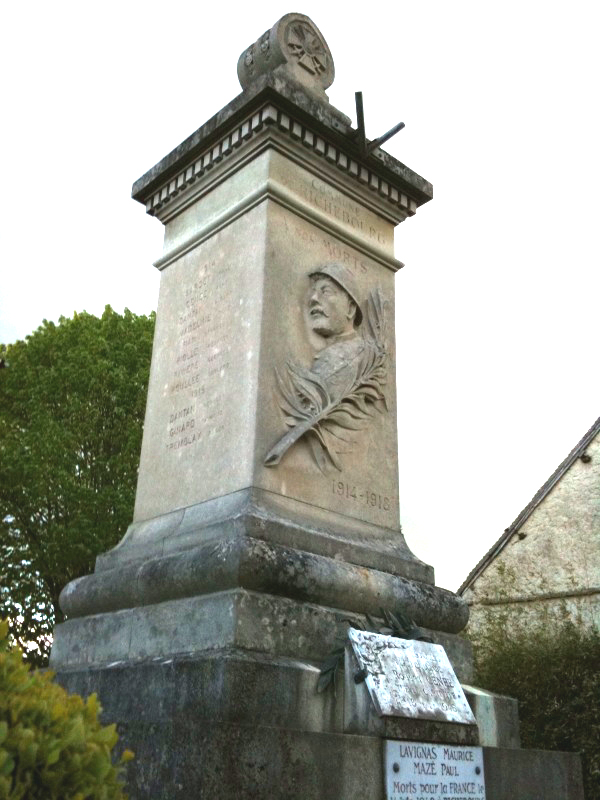
Monument commémoratif de la Première Guerre mondiale.
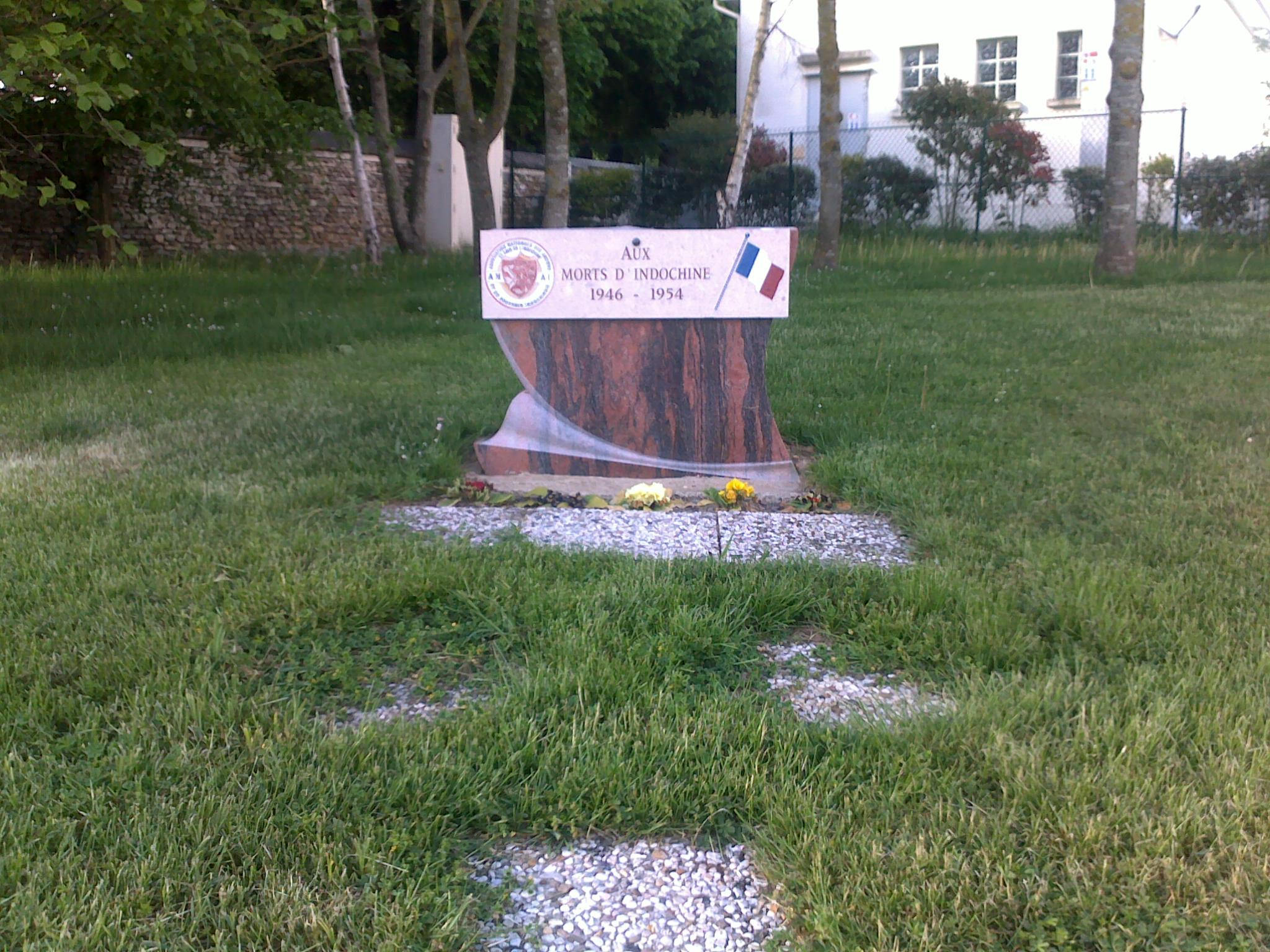
Plaque commémorative de la première guerre d'Indochine.

## Politique et administration

### Liste des maires
| Période                                  | Période  | Identité                      | Étiquette | Qualité     |
| ---------------------------------------- | -------- | ----------------------------- | --------- | ----------- |
| Les données manquantes sont à compléter. |          |                               |           |             |
| ?                                        | 1898     | Ernest Hamel                  |           | avocat      |
| 1898                                     | 1919     | Christian-Marie-Édouard Hamel |           | industriel  |
| 1984                                     | 2001     | Jacques Perrier               |           |             |
| 1959                                     | 1984     | Robert Lefebvre               |           | agriculteur |
| mars 2001                                | 2008     | Françoise Helme               |           |             |
| 2008                                     | En cours | Bernadette Courty             |           |             |

### Instances administratives et judiciaires
La commune de Richebourg appartient au canton de Bonnières-sur-Seine et est rattachée à la communauté de communes du Pays Houdanais.
Sur le plan électoral, la commune est rattachée à la neuvième circonscription des Yvelines, circonscription à dominante rurale du nord-ouest des Yvelines.
Sur le plan judiciaire, Richebourg fait partie de la juridiction d’instance de Mantes-la-Jolie et, comme toutes les communes des Yvelines, dépend du tribunal de grande instance ainsi que de tribunal de commerce sis à Versailles,.

### Tendances politiques et résultats
| Scrutin             | Scrutin             | 1er tour | 1er tour  | 1er tour | 1er tour | 1er tour  | 1er tour | 1er tour | 1er tour | 1er tour | 1er tour | 1er tour | 1er tour | 2d tour | 2d tour | 2d tour | 2d tour | 2d tour | 2d tour |
| Scrutin             | Scrutin             | 1er      | 1er       | %        | 2e       | 2e        | %        | 3e       | 3e       | %        | 4e       | 4e       | %        | 1er     | 1er     | %       | 2e      | 2e      | %       |
| ------------------- | ------------------- | -------- | --------- | -------- | -------- | --------- | -------- | -------- | -------- | -------- | -------- | -------- | -------- | ------- | ------- | ------- | ------- | ------- | ------- |
| Présidentielle 2017 | Présidentielle 2017 |          | EM        | 26,54    |          | LR        | 26,54    |          | FN       | 16,03    |          | LFI      | 14,49    |         | EM      | 69,81   |         | FN      | 30,19   |
| Présidentielle 2022 | Présidentielle 2022 |          | LREM      | 34,04    |          | RN        | 20,37    |          | LFI      | 15,16    |          | LR       | 9,32     |         | LREM    | 64,31   |         | RN      | 35,69   |
| Législatives 2022   | 9e                  |          | MoDem-Ens | 32,48    |          | LFI-Nupes | 18,61    |          | RN       | 16,42    |          | LR       | 15,88    |         | MoDem   | 64,69   |         | RN      | 35,31   |
| Législatives 2024   | 9e                  |          | RN        | 33,43    |          | MoDem-Ens | 27,86    |          | PS-NFP   | 19,92    |          | LR       | 13,09    |         | PS      | 52,23   |         | RN      | 47,77   |

## Population et société

### Démographie

#### Évolution démographique
L'évolution du nombre d'habitants est connue à travers les recensements de la population effectués dans la commune depuis 1793. Pour les communes de moins de 10 000 habitants, une enquête de recensement portant sur toute la population est réalisée tous les cinq ans, les populations de référence des années intermédiaires étant quant à elles estimées par interpolation ou extrapolation. Pour la commune, le premier recensement exhaustif entrant dans le cadre du nouveau dispositif a été réalisé en 2006.

En 2022, la commune comptait 1 571 habitants, en évolution de +7,6 % par rapport à 2016 (Yvelines : +2,72 %, France hors Mayotte : +2,11 %).
| 1793 | 1800 | 1806 | 1821 | 1831 | 1836 | 1841 | 1846 | 1851 |
| ---- | ---- | ---- | ---- | ---- | ---- | ---- | ---- | ---- |
| 455  | 437  | 501  | 437  | 469  | 523  | 543  | 557  | 565  |

| 1856 | 1861 | 1866 | 1872 | 1876 | 1881 | 1886 | 1891 | 1896 |
| ---- | ---- | ---- | ---- | ---- | ---- | ---- | ---- | ---- |
| 561  | 552  | 568  | 579  | 540  | 502  | 499  | 550  | 484  |

| 1901 | 1906 | 1911 | 1921 | 1926 | 1931 | 1936 | 1946 | 1954 |
| ---- | ---- | ---- | ---- | ---- | ---- | ---- | ---- | ---- |
| 494  | 492  | 497  | 406  | 384  | 389  | 376  | 358  | 358  |

| 1962 | 1968 | 1975 | 1982 | 1990  | 1999  | 2006  | 2011  | 2016  |
| ---- | ---- | ---- | ---- | ----- | ----- | ----- | ----- | ----- |
| 361  | 350  | 522  | 755  | 1 068 | 1 378 | 1 429 | 1 527 | 1 460 |

| 2021  | 2022  | - | - | - | - | - | - | - |
| ----- | ----- | - | - | - | - | - | - | - |
| 1 568 | 1 571 | - | - | - | - | - | - | - |

#### Pyramide des âges
En 2018, le taux de personnes d'un âge inférieur à 30 ans s'élève à 33 %, soit en dessous de la moyenne départementale (38 %). À l'inverse, le taux de personnes d'âge supérieur à 60 ans est de 22,0 % la même année, alors qu'il est de 21,7 % au niveau départemental.
En 2018, la commune comptait 723 hommes pour 731 femmes, soit un taux de 50,28 % de femmes, légèrement inférieur au taux départemental (51,32 %).
Les pyramides des âges de la commune et du département s'établissent comme suit.
| Hommes | Classe d’âge | Femmes |
| ------ | ------------ | ------ |
| 0,4    | 90 ou +      | 0,4    |
| 3,9    | 75-89 ans    | 4,0    |
| 16,8   | 60-74 ans    | 18,4   |
| 28,2   | 45-59 ans    | 26,5   |
| 17,2   | 30-44 ans    | 18,3   |
| 16,4   | 15-29 ans    | 13,6   |
| 17,2   | 0-14 ans     | 18,8   |

| Hommes | Classe d’âge | Femmes |
| ------ | ------------ | ------ |
| 0,6    | 90 ou +      | 1,4    |
| 6      | 75-89 ans    | 7,8    |
| 13,5   | 60-74 ans    | 14,8   |
| 20,7   | 45-59 ans    | 20,1   |
| 19,6   | 30-44 ans    | 19,9   |
| 18,5   | 15-29 ans    | 16,8   |
| 21,2   | 0-14 ans     | 19,2   |

### Enseignement
Le village dispose d'une école primaire et maternelle, publique, qui fonctionne sur le principe de la semaine de quatre jours.
Un accueil péri et post-scolaire est disponible pour les trois à seize ans ainsi qu'un centre de loisirs accueillant la même tranche d'âge les mercredis et périodes de vacances scolaires. Une cantine est également mise à disposition des élèves.
Une bibliothèque est également disponible à côté de la mairie.

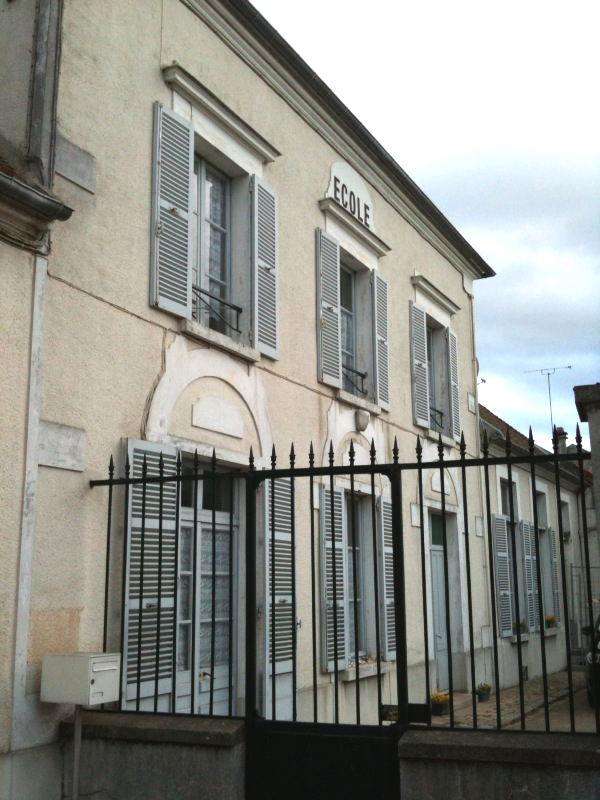
L'école.
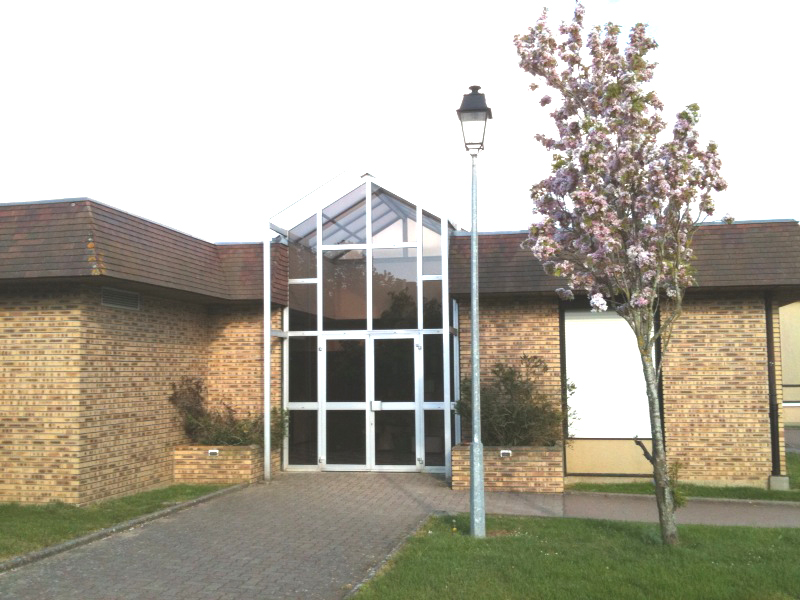
La salle polyvalente Édith-Piaf.
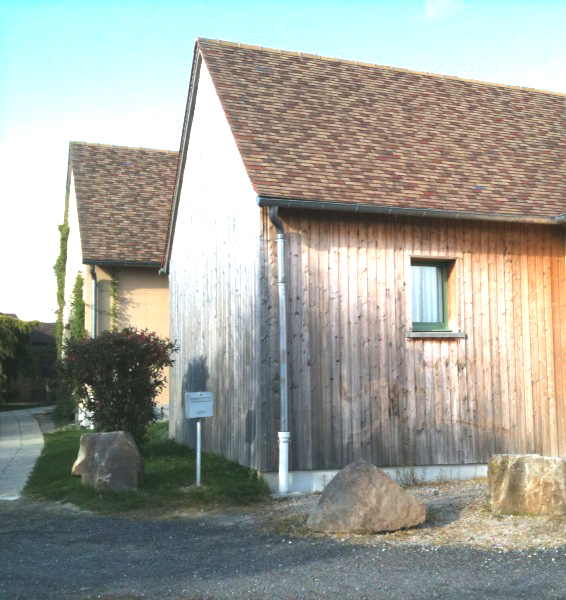
Le centre de loisirs.

### Sports
Football : À la sortie du village, sur la route de Tacoignières, se trouve le stade de Richebourg ( stade Paul-Michel ), qui est l'un des stades occupés par le FCRH fondé en 1993 a la suite d'une fusion entre l'Yvelinois Athlétique Club (équipe locale), et l'AS Orgerus.
Avant cela, l'US Richebourg-Tacoignières était l'équipe locale, mais fusionna donc en 1985 avec l'US Houdanaise pour devenir l'Yvelinois Athlétique Club. 
Ce stade a vu le jour grâce à la donation d'un terrain offert par monsieur Paul Michel à la commune de Richebourg. Les couleurs officielles de l'US Richebourg-Tacoignières étaient alors le blanc et rouge et l'équipementier était " le coq sportif ".
Le FCRH évolue en ligue de Paris Île-de-France dans un championnat de niveau départemental (district), et regroupe aujourd'hui environ une cinquantaine de communes. Les couleurs officiel du club sont le noir et rouge.
Ce club possède également une section futsal qui évolue sur le parquet du gymnase de Orgerus et celui de Houdan .  

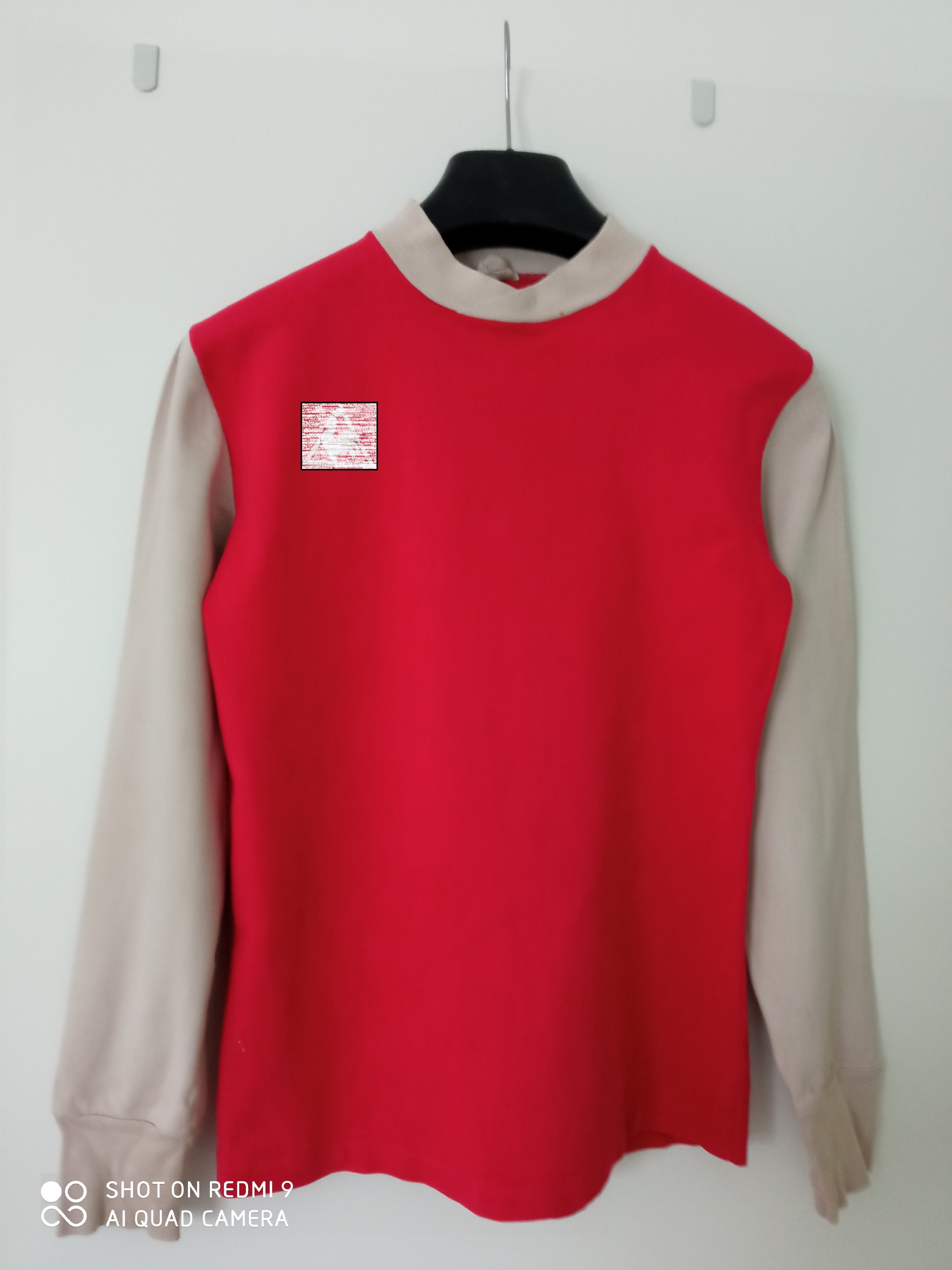
Maillot de l' Us Richebourg-Tacoignières avant de fusionner avec l' Us Houdanaise le 28 juin 1985, date de fondation de l' Yvelinois Athlétique Club. (Logo floutté pour cause de droit d' auteur .)

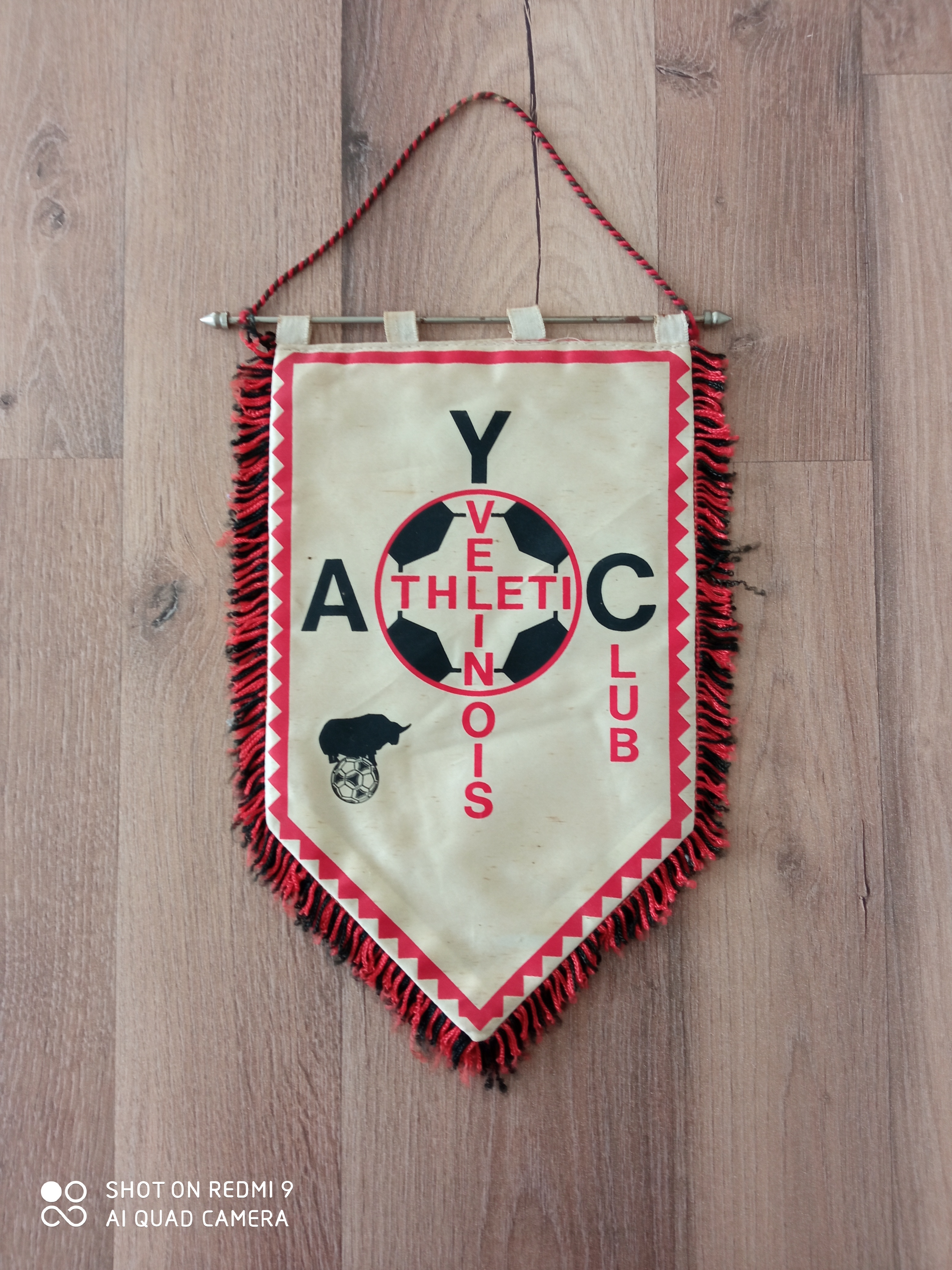
Fanion de l'Yvelinois Athlétique Club (après fusion de l'US Richebourg-Tacoignières et l'US Houdanaise).

Handisport : Le Handisport Richebourg est une association regroupant différentes disciplines ( telles que la boccia, l'athlétisme, boxe, hockey, football, basketball, tir à la carabine, serbacane, musculation ... ), accessible pour des compétitions de loisirs. Le Handisport Richebourg participe également à des compétitions qualificatives pour les championnats de France ainsi qu'aux sélections en équipe de France. ( Apports d'informations en cours )
Multi-sport : Cardio training crossfit ( séances personnalisées ), musculation, boxe/self défense . ( salle de sport du four a chaux )
Associations sportives : Diverses activités sportives sont proposées à la salle des fêtes Édith-Piaf, telles que les arts martiaux et la gymnastique .

### Activités festives
Le village dispose d'une salle polyvalente (salle Édith-Piaf) où prennent place spectacles, buffets, bals dansants, lotos... Une petite fête foraine est mise en place chaque année sur la place du village à l'occasion de la Saint-Georges. En 2019, une fête de la musique est organisée sur cette même place, l'expérience ne fut pas renouvelée en 2020 à la suite des restrictions sanitaires contre la pandémie de COVID-19.
De plus, le carnaval de l'école primaire, ainsi que son spectacle de fin d'année, sont des moments de fête pour toute personne du village, qu'elle soit impliquée ou non dans le fonctionnement de l'école.

## Économie

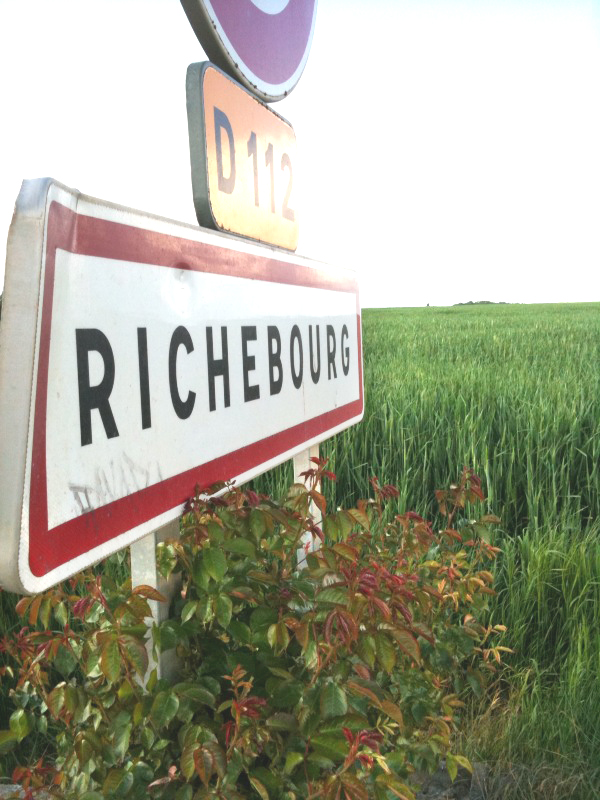
Richebourg, village rural.

Chaque mercredi matin, le marché s'installe sur la place du Château.

### Résidentiel
Située à proximité du train et de la RN 12, la commune est le lieu d'hébergement de nombreux employés à Paris et sa banlieue.

### Agriculture
Activité auparavant prépondérante à Richebourg, on compte aujourd'hui quatre exploitations agricoles.

### Entreprises
La commune compte une boulangerie commerce de proximité, un restaurant et trois commerces ambulants. Elle accueille aussi une quinzaine de PME/PMI/artisans.
Une fondation spécialisés dans l'accompagnement du handicap moteur, mental et psychique, la fondation Mallet qui est née après la dernière guerre pour venir en aide aux enfants victimes des combats. Elle a été créée en 1947 par la Baronne Mallet, forte personnalité engagée dans la résistance et les actions de la Croix-Rouge française dont elle a été vice-présidente. Elle reçoit alors des enfants mutilés de guerre pour les soigner et les préparer à la vie professionnelle au Château des Mesnuls près de Montfort l’Amaury (Yvelines). Parallèlement, sont créés un centre de rééducation fonctionnelle et un centre de formation pour kinésithérapeutes à Bois-Larris La Morlaye (Oise) ainsi qu' un institut d’éducation motrice à Villepatour (Seine-et-Marne). En 1978, la Fondation redéploie ses activités et s’installe à Richebourg.

### Revenus de la population et fiscalité en 2010
En 2010, le revenu fiscal moyen par ménage était de 48 032 €. Ce chiffre est supérieur à la moyenne départementale qui était alors de 40 560 €.

## Culture locale et patrimoine

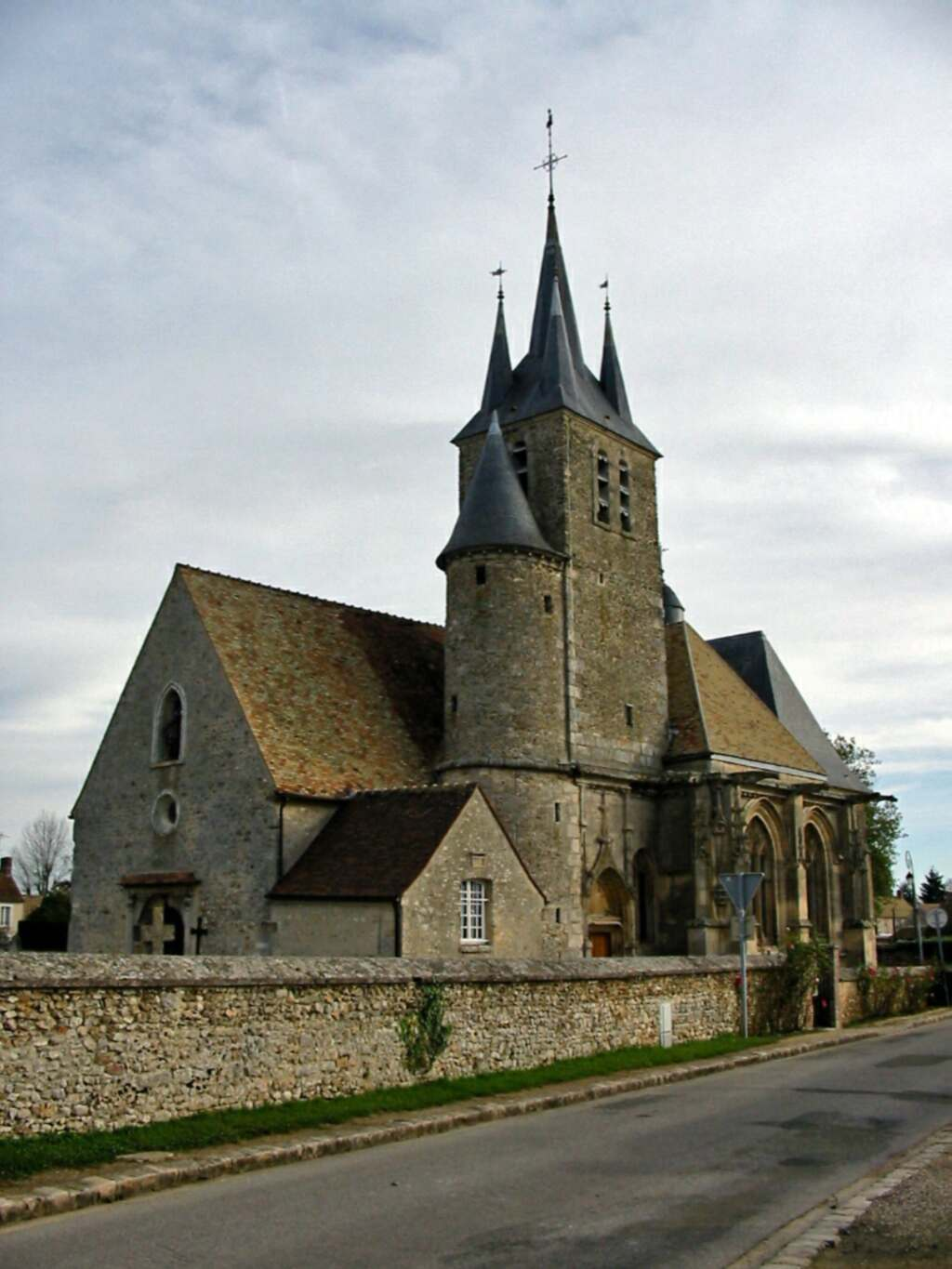
L'église Saint-Georges.

### Lieux et monuments
- Église Saint-Georges : église de style gothique flamboyant, XVIe et XVIIIe siècles, classée monument historique.
- Château de Richebourg : construit entre 1522 et 1537 à l'emplacement d'un château féodal. En 1709 il est agrandi de deux ailes. En 1976 il est acquis par la fondation Mallet qui le transforme en centre médical et d'hébergement pour les personnes en situation de handicap.
- Villa de la Pièce du Fient

Vestiges d'une villa romaine d'un noble gaulois datant du Ier siècle avant Jésus-Christ et abandonnée au IIIe siècle. Le site de douze à treize hectares, découvert en 1978, a été fouillé de 1994 à 1998 par le service archéologique des Yvelines. On y trouve notamment trace d'une première villa, remplacée par une résidence plus imposante totalement en pierres, disposant de tout le confort, entourée d'un jardin, de bâtiments utilitaires et de petits temples. Face à elle, une grange fortifiée indique que le propriétaire était également percepteur.
- Lavoirs, chemin des Lavandières et rue de la Croix-de-Saulx ;
- Ferme fortifiée de la Troche du XVIe siècle ;
- Enclos de La Sablonnière

L'un des sites néolithiques identifiés sur le territoire communal en 1966 grâce à des vues aériennes. Sans doute une ferme de la fin de l'âge du fer.

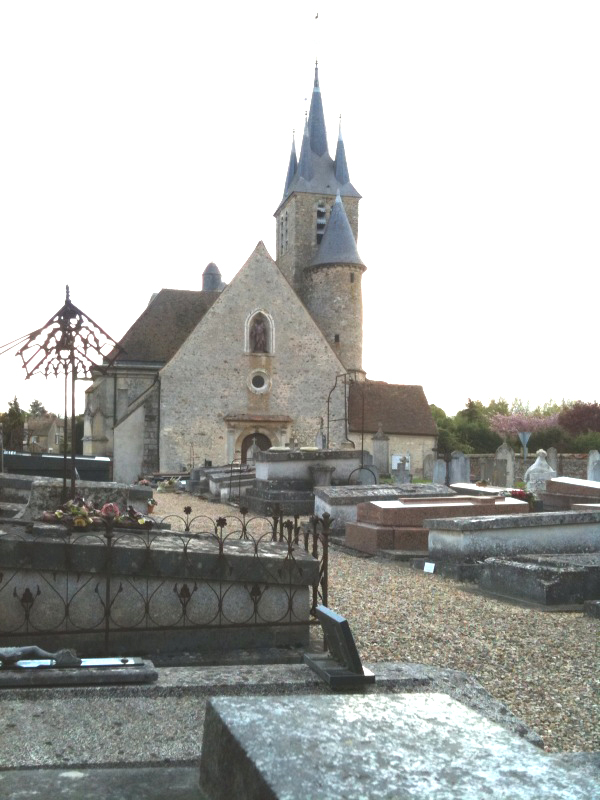
Le cimetière de l'église.
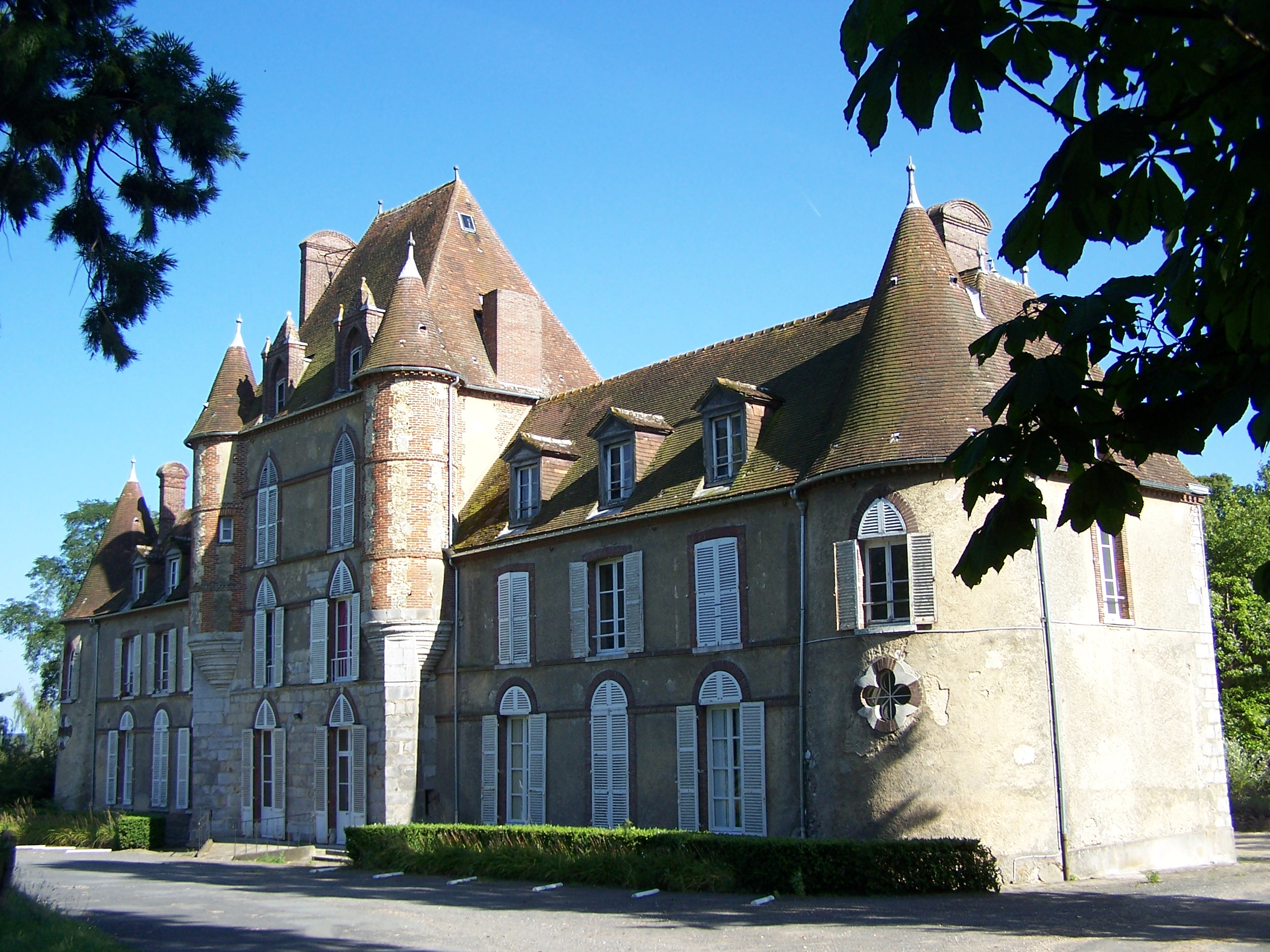
Le château.
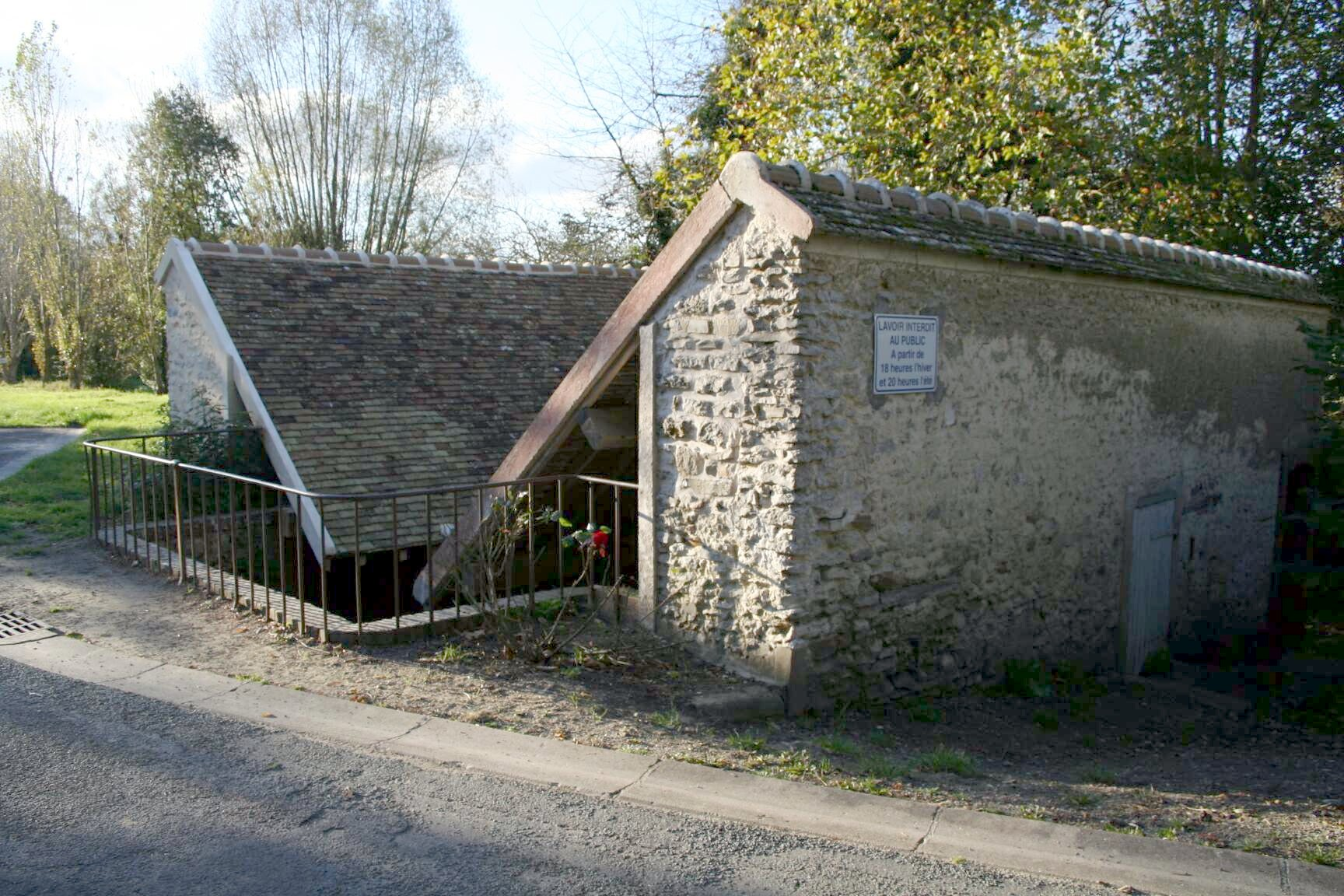
Le lavoir des Lavandières.

### Personnalités liées à la commune
- Aurélie Aubert (née en 1997) championne paralympique de boccia en 2024 y résida
- Ernest Hamel (1826-1898), maire de Richebourg, comme son fils Édouard (1864-1922), est propriétaire du château à partir de 1880.
- Édith Piaf (1915-1963) est venue en convalescente à Richebourg chez Lou Barrier son impresario, et a également donné son nom à la salle polyvalente.

### Héraldique
| Blason de Richebourg | Blason  | De gueules à trois chevrons d'or.                   |
| Blason de Richebourg | Détails | Le statut officiel du blason reste à déterminer.    |
| Blason de Richebourg | Alias   | De gueules à trois chevrons d'or, le premier écimé. |